# Thelema
Thelema je religija, oziroma duhovni nauk, soroden zahodni ezoteriki, ki temelji na tako imenovanem Zakonu Theleme. Zakon Theleme je podan dvodelno: »Delaj po svoji volji in to naj ti bo ves Zakon.«, ter »Ljubezen je zakon, ljubezen pod voljo.« Po kabalističnem izračunu grške besede Thelema (Volja) je ta enakovredna grški besedi Agape (Ljubezen), torej številu 93. 
Ustanovitelj Theleme kot religije je bil Aleister Crowley, pesnik, plezalec, pisatelj in ceremonialni magik z začetka 20. stoletja. Crowley je verjel, da mu je bila dana življenjska naloga preroka nove dobe, poznane kot Eon Horusa, ali Eon Otroka. Slednji naj bi nasledil starejša eona Matere (Izide) in Očeta (Ozirisa). Ta vera je bila utemeljena na duhovni izkušnji, katero sta z ženo Rose Edith imela v Egiptu leta 1904. Po njegovem opisu ga je nagovorilo nadčloveško (ali pred-človeško) bitje, z imenom Aiwass, ter mu narekovalo besedilo v treh poglavjih. Besedilo danes poznamo kot Knjiga Zakona oz. s tehnično oznako Liber AL vel Legis. Le-ta podaja kozmološko, filozofsko in etično osnovo Theleme. Privrženec Theleme se imenuje Thelemit.